# 임형재
- 대한민국의 기업인이자 작가[1][2]. 서울특별시출생으로 육군 기갑 장교로 전역했다.

- 2015년 이후 다수의 외식 프랜차이즈를 설립하였다. 2016년 엠브로컴퍼니를 설립하였으며, 치킨대학교 등 다수 브랜드를 기획하였다. 이때 개발한 찜치닭은 KBS, MBC 등 다수 언론매체에 보도 되었다.

- 2019년 기획한 찜꽁찜닭은 100호점 출점하였고 SBS에 보도 되기도 하였다.
- 2020년 8월에는 떡볶이 브랜드 곱떡치떡을 기획하였는데 불과 8개월만에 130호점까지 출점했다.

- 2021년 한식 전문 외식업체 더바른 푸드를 설립하여 더바른 정국밥을 출시했다.

- 2020년 효율성 물류 시스템 공사일공F&B을 설립했다.

회사 수익 중 일부를 지역에 환원하는 CCP프로젝트를 실행했다.
- 영등포구사회복지협의회 나눔실천 행사 성료
- 발달장애 청년작가 그룹 '블루아트(BLUE ART)'의 문화예술 활동 지원
- 사회복지재단 보린원에 성탄축하예배 행사 지원
- 사회복지재단 보린원에 어린이날 행사 지원
- 어린이날 맞이 '함께 재능나눔 콘서트' 개최
- 오달자 컴퍼니 - 엠브로컴퍼니, 함께 재능나눔 행사 진행
- 아티스트매니징 프로모션사 아트와(ARTWA) 보관됨 2021-06-30 - 웨이백 머신와 함께 유망 아티스트 창작 지원 행사-1
- 아티스트매니징 프로모션사 아트와(ARTWA)와 함께 유망 아티스트 창작 지원 행사-2
- 2018 상반기 유망 아티스트 창작지원금 전달식
- 외식 문화 융합공간 활성화 프로젝트 실시

CCP프로젝트 관련 인터뷰
- 소상공인시장진흥공단 소상공인e러닝 강사
- 2021년 6월에는 에듀테크 전문 스타트업 넥스트러너스와 함께 온라인 클래스 라이프해킹스쿨에서 창업 강의를 진행했다.
- 온라인 클래스 오픈 인터뷰

- 창업 전문 유튜브 채널 장배남TV 유튜버이다.

- 육회한 연어
- 아맛나 포차

- 2022 산업통상자원부장관 표창
- 2021 고용노동부장관 표창
- 2021 미래창조경영우수기업 특별대상 우수 프랜차이즈 부문
- 2021 대한민국 브랜드파워대상 외식프랜차이즈 부문
- 2018 대한민국 가치경영대상 유망프랜차이즈 부문
- 2017 제5회 미래창조경영우수기업대상
- 2017 대한민국 미래경영대상 유망프랜차이즈 부문

- 배달장사의 진짜 부자들(리드리드출판사,2021)

1. ↑  “네이버 인물 등재”. 2021년 6월 29일에 확인함.
2. ↑  “Daum 인물 등재”. 2021년 6월 29일에 확인함.